# Finnholmen, Pargas
Finnholmen är en ö i Finland. Den ligger i Skärgårdshavet och i kommunen Pargas i den ekonomiska regionen  Åboland i landskapet Egentliga Finland, i den sydvästra delen av landet. Ön ligger omkring 21 kilometer söder om Åbo och omkring 150 kilometer väster om Helsingfors.
Öns area är 2,8 hektar och dess största längd är 300 meter i sydöst-nordvästlig riktning. Ön höjer sig omkring 15 meter över havsytan. I omgivningarna runt Finnholmen växer i huvudsak barrskog.